# 大宋北斗司
《大宋北斗司》（英語：The Plough Department of Song Dynasty），2019年中国大陆古装剧，故事背景为宋朝。本剧改编自月关的同名网络小说，由徐可、代露娃、张雨剑、黄灿灿领衔主演，爱奇艺、腾讯视频于2019年3月19日首播。2019年3月20日起 KKTV、LINE TV跟播。

## 劇情摘要
《大宋北斗司》北斗司是北宋隸屬皇城司之下的神秘機構，成員皆以北斗諸星為代號，各自擁有不同超能力(即異於常人的能力)，掌握著在當時看來神奇先進的科技、奇人異士、鬼魅怪談、鄉間軼事、幻影魔術、飄渺虛無等事項，是直接聽命於皇帝的親衛部隊，也是護佑朝堂與天下蒼生的一道屏障。擁有「不死身」的莽撞少年太歲，偶然結識了擁有超能力且暴力的女奇才武瑤光和風流浪子柳隨風，跟隨他們加入了北斗司。之後他們屢破奇案，懲惡揚善。透過一系列案件，太歲逐漸發現自己的「不死身」和自己撲朔迷離的身世有關，這些案件背後還有更大的陰謀。他不願與惡勢力同流合污，用忠誠、友愛和智慧將夥伴們團結在一起，不斷成長。最後在正義之士的幫助下，他們終於找出並懲戒原凶，匡扶正義，造福百姓，太歲也終於找回了失散的家人，收穫了美好的親情與愛情。

## 播出时间
| 频道     | 所在地   | 播映日期      | 播出时间                       | 备注 |
| -------- | -------- | ------------- | ------------------------------ | ---- |
| 爱奇艺   | 中国大陆 | 2019年3月19日 |                                |      |
| 腾讯视频 | 中国大陆 | 2019年3月19日 |                                |      |
| LINE TV  | 臺灣     | 2019年3月20日 |                                |      |
| KKTV     | 臺灣     | 2019年3月20日 | 每週三至週五 00:00更新 每天2集 |      |
| 佳樂台   | 新加坡   | 2019年4月25日 | 星期一至五 23:00-00:00         |      |

## 演员列表

### 主要演员
| 演員                          | 角色        | 介紹                                                                 |
| 徐可 （页面存档备份，存于）   | 太岁        | 刘茹與皇上（後變成先皇）流落民間的兒子。與武瑶光相戀。擁有不死的異能 |
| 代露娃 （页面存档备份，存于） | 武瑶光      | 與太岁相戀。力氣比一般人大，狂化後力氣與速度更是加倍，六親不認       |
| 张雨剑                        | 柳随风/文曲 | 喜歡搭訕姑娘，有咆哮的異能                                           |
| 黄灿灿                        | 喬玉/开阳   | 擅長機關術，鬼斧弟子 與孟冬相戀                                      |

### 其他演员
| 演員   | 角色               | 介紹 |
| 贺彬   | 洞明               | 北斗司防禦使大人，醫術高明 |
| 张艺骞 | 隐光               | 北斗司副防禦使大人，擅長易容術 |
| 钟卫华 | 雷允/苗青/鬥姥尊師 | 天下第一高手，精擅幻術 |
| 黄恺杰 | 星屹               | |
| 高宇蓁 | 刘茹               | 與皇上（後變成先皇）從小鶼鰈情深，從淑妃被冊封為皇后。武藝出眾，天下第一蠱王                                                      |
| 周華   | 賢王               | |
| 宋涵宇 | 孟冬               | 精通機關術，與开阳相戀。 偃正孙子，最后为保护开阳而死。                                                                           |
| 张净桐 | 德妙               | 精通幻术，虽然是女子，心却比男子还狠，愛慕虛榮，为了敛财不惜害别人倾家荡产。 曾武功被廢，後因機緣巧合得回武藝並刀槍不入、百毒不侵 |
| 李晟烨 | 天龟子             | 太歲與德妙師祖 |
| 牛志强 | 玄玄子             | 太歲的师傅 |
| 朱嘉镇 | 陆梵               | 北舒派來的使者 |
| 李昊林 | 乙辛               | 北舒來的使者 |
| 韦奕波 | 曹昂將軍           | 瑤光爸爸，疼愛自己女兒。殺伐果斷，曹家為將門世家，曹家八兄弟皆為大宋武將，曹昂排行第四。                                          |

## 電視節目的變遷
| 新加坡 佳乐台 “11点人气剧”剧场           | 新加坡 佳乐台 “11点人气剧”剧场       | 新加坡 佳乐台 “11点人气剧”剧场 |
| ---------------------------------------- | ------------------------------------ | ------------------------------ |
|                                          | 大宋北斗司 （2019年4月25日—6月13日） |                                |
| 原來你還在這裡 （2019年3月6日－4月24日） | 我只喜歡你 (2019年6月14日-8月1日）   |                                |